# Eva Grebel
Eva K. Grebel (1966, Dierdorf) es una astrónoma alemana. Desde 2007, ha sido codirectora del Astronomisches Rechen-Institut en la Universidad de Heidelberg en Alemania. Eva Grebel es una experta en el estudio de poblaciones estelares y de formación de galaxias.

## Investigación
La investigación de Grebel  se centra en las estrellas de la Vía Láctea y otros miembros del grupo local de galaxias, incluyendo las Gran y Pequeña Nube de Magallanes, así como galaxias enanas cercanas. Los estudios de Grebel se ocupan de la evolución química y estructura de las galaxias, la formación estelar y las propiedades de varias poblaciones estelares, con el objetivo de reconstruir el origen y evolución de la Vía Láctea y de otras galaxias.

## Biografía
Grebel estudió física y astronomía en la Universidad de Bonn, obteniendo el Grado en física en 1991. Durante parte de ese mismo año, fue estudiante de verano en el Instituto de Ciencia del Telescopio Espacial en Baltimore.
Realizó los estudios de posgrado en la Universidad de Bonn, pasando los años 1992–1994 como becaria estudiantil en el Observatorio de La Silla del Observatorio Europeo Austral en Chile. Obtuvo su doctorado en 1995 con distinción. Su tema de disertación era "Estudios de población estelar en galaxias cercanas".
Posteriormente, Grebel ocupó un puesto de postdoctorado en la Universidad de Illinois en Urbana-Champaign (1995-1996), en la Universidad de Wurzburgo (1996-1997) y en la Universidad de California en Santa Cruz (1997-1998). Ganó una Beca Hubble en 1998, uniéndose a la Universidad de Washington en Seattle como becaria Hubble en 1998–2000.
En 2000, Grebel regresó a Alemania como líder de grupo de investigación en el Instituto Max Planck para Astronomía en Heidelberg. En 2003, aceptó la designación a la presidencia de astronomía observacional en el Instituto Astronómico de la Universidad de Basel, como la sucesora de Gustav Tammann. De 2004–2007, fue la directora del instituto.
En 2007, Grebel fue nombrada profesora de Astronomía en la Universidad de Heidelberg, donde también se convirtió en uno de los dos directores del Astronomisches Rechen-Institut. En aquel tiempo, Grebel era la única mujer profesora de Astronomía en Alemania.
Grebel es la presidenta del Centro de Investigación Colaborativo-DFG 881 "El Sistema de la Vía Láctea" en la Universidad de Heidelberg y presidente de la comisión H1 "El Universo Local" de la Unión Astronómica Internacional.

## Premios
- 2015 Premio Hector Science[10] y Miembro de la Academia BecaHector[11]
- 2006 Premio Johann Wempe, Instituto Leibniz Astrofísica de Potsdam
- 1999 Premio Internacional a una Beca de Investigación Henri Chrétien, Sociedad Astronómica Estadounidense
- 1996 Premio Ludwig Biermann, Astronomische Gesellschaft